# Nick Skelton
Nicholas "Nick" Skelton, född 30 december 1957 i Bedworth i Storbritannien, är en ryttare som tävlar i hästhoppning på internationell nivå. 
Nick Skelton har vunnit 3 EM-guld och vann ett lag-silver i alternativa olympiska spelen i Rotterdam 1980. 2001 föll Nick Skelton av sin häst under en tävling, men tillfrisknade snabbt och återvände till banhoppningen. Skelton har tävlat individuellt och för det brittiska landslaget i över 30 år och har vunnit en sammanlagd summa av över 40 miljoner kronor. Han innehar även det brittiska rekordet i höjd inom hästhoppning med en höjd på 2,31 meter. 

## Historia
Nick Skelton föddes den 30 december 1957 i Bedworth i det brittiska grevskapet Warwickshire. Han påbörjade sin karriär som hoppryttare tidigt på en Welsh Mountain-ponny som kallades Oxo och fick under senare år börja träna för de två legendariska tränarna Ted och Liz Edgar på deras träningscenter. 
Skelton hade sin absoluta topp under 1980-talet när han fick följa det brittiska landslaget till de alternativa Olympiska spelen i Rotterdam år 1980. Nick Skelton vann även det prestigefyllda Hickstead Derby i England tre gånger. Under 1990-talet red Skelton inledningsvis Tinka's Boy.
2001 föll Nick Skelton av sin häst under Park Gate Horseshow i Cheshire och bröt nacken. Skadan var nära att sätta punkt för Skeltons karriär men han frisknade till och kunde redan 2004 delta i OS i Aten. Även om han inte blev placerad utan hamnade på en elfte plats blev han och hästen Arko III hyllade för sitt deltagande.
Med hästar som Arko III, Carlo och Big Star har han, via bland annat OS-deltagande såväl 2008 som 2012, åter tagit sig hela vägen till världstoppen.

## Meriter

### Medaljer

#### Guld
- EM 1985 i Dinard (lag)
- EM år 1987 i St Gallen (lag)
- EM 1989 i Rotterdam (lag)
- OS 2012 i London (lag)
- OS 2016 i Rio de Janeiro[2] (individuellt)

#### Silver
- Alternativa OS 1980 i Rotterdam (lag)
- VM 1986 i Aachen (lag)
- EM 1991 i La Baule (lag)
- EM 1993 i Gijón (lag)
- EM 1995 i St Gallen (lag)

#### Brons
- VM 1982 i Dublin (lag)
- VM 1986 i Aachen (individuellt)
- VM 1990 i Stockholm (lag)
- VM 1998 i Rom (lag)
- EM 1987 i St Gallen (individuellt)

### Övriga meriter
- Trefaldig vinnare av Hickstead Derby (två gånger 1987 och 1988)
- Har tagit guld (1995), silver (1985) och brons (1996) i Världscupen
- Fyrfaldig vinnare av George V Gold Cup (1984, två gånger 1993 och 1996)
- Innehar det brittiska rekordet i höjdhoppning med häst med en höjd av 7 feet, 7 inches (2,31 m) som han slog 1978.
- Har vunnit över 60 titlar i Grand Prix-hoppning, bland annat är han fyrfaldig vinnare av prestigefulla Grosse Preis i Aachen

## Topphästar
- Apollo (född 1974), brun fullblodskorsning e:Erdball xx
- St James (född 1976), brun varmblodshäst, okänd härstamning
- Dollar Girl (född 1986), mörkbrun varmblodshäst e:Dynamo
- Tinka's Boy (1989–2022), fuxfärgat Holländskt varmblod e:Zuidpool
- Arko III (född 1995), brun Hannoveranare e:Argentinus
- Russel (född ), apelkastad skimmelfärgad Holsteiner e:Corofino
- Carlo (född 2001), skimmelfärgad Holsteiner e:Contender
- Big Star (född 2003), brunt Holländskt varmblod e:Quick Star